# Municipio de Buck (Pensilvania)
El municipio de Buck  (en inglés: Buck Township) es un municipio ubicado en el condado de Luzerne en el estado estadounidense de Pensilvania. En el año 2000 tenía una población de 396 habitantes y una densidad poblacional de 9.0 personas por km².

## Geografía
El municipio de Buck se encuentra ubicado en las coordenadas 41°07′29″N 75°39′14″O / 41.12472, -75.65389.

## Demografía
Según la Oficina del Censo en 2000 los ingresos medios por hogar en la localidad eran de $35,556 y los ingresos medios por familia eran $37,813. Los hombres tenían unos ingresos medios de $32,361 frente a los $21,875 para las mujeres. La renta per cápita para la localidad era de $15,123. Alrededor del 7,1% de la población estaban por debajo del umbral de pobreza.